# Die schönen Tage von Aranjuez (2016)
Die schönen Tage von Aranjuez ist ein Spielfilm von Wim Wenders nach dem gleichnamigen Zwei-Personen-Stück von Peter Handke.
Die Premiere war am 1. September 2016 in Venedig, wo der Film für einen  Goldenen Löwen nominiert war, jedoch keine Auszeichnung erhielt. Die deutsche Erstaufführung fand am 28. Oktober 2016 während der Hofer Filmtage statt. Es ist der dritte Film nach Pina (2011) und Every Thing Will Be Fine (2015), den Wenders in 3D gedreht hat.
Der Titel des Films und von Handkes Stück greifen leicht modifiziert die geflügelten Eingangsworte von Schillers Drama Don Carlos. Infant von Spanien auf: „Die schönen Tage in Aranjuez sind nun zu Ende.“ Schiller bezog sich damit auf die königliche Sommerresidenz im spanischen Aranjuez, im übertragenen Sinne werden „schöne Tage in Aranjuez“ seither manchmal für eine sorgenfreie Zeit benutzt.

## Inhalt
Der Film spielt an einem Sommertag im Garten einer alten Villa im Umkreis von Paris. Nach einer langen Kamerafahrt am frühen Morgen durch ein menschenleeres Paris – man hört dazu You Keep Me Hangin’ On – gelangt man zu der Villa. Am Horizont ist die Silhouette von Paris zu erkennen, der Garten steht in voller Blüte.
Unter einer Pergola sitzen ein Mann und eine Frau an einem Gartentisch und sprechen miteinander, oder auch aneinander vorbei. Das Paar hat wohl eine gemeinsame Geschichte, man teilt Erinnerungen, und man spricht über allerlei Themen: Die ersten sexuellen Erfahrungen, überhaupt über Beziehungen zwischen Männern und Frauen, wobei die beharrlichen Fragen des Mannes dem Gespräch die Richtung geben. Allmählich schälen sich die unterschiedlichen Vorstellungen und Wahrnehmungen heraus, die ein Mann und eine Frau zum Leben haben.
An einem Tisch im Gartenzimmer, dessen Tür sich weit auf die Terrasse öffnet, sitzt ein Schriftsteller und tippt das, was er da mithört, in eine alte mechanische Schreibmaschine.
Musik kommt aus einer Wurlitzer im Flur, oder auch von einem Piano, an dem Nick Cave sitzt und spielt. Einmal kommt der Gärtner ins Bild – Peter Handke in einem Cameo-Auftritt – und schneidet die Büsche.

## Produktion
Der Film ist eine Low-Budget-Produktion und wurde in zehn Tagen abgedreht. Drehort war – neben Pariser Avenuen – eine Villa aus dem 19. Jahrhundert in der Île-de-France in Sichtweite von Paris.
Peter Handke hat sein Stück auf Französisch für seine Ehefrau Sophie Semin geschrieben, verfilmt wurde es ebenfalls in Französisch. Sophie Semin spielt die Frau im Film und wird von Eva Mattes synchronisiert. Jens Harzer hatte 2012 in Luc Bondys Wiener Uraufführung des Stücks den namenlosen Mann gespielt.
Der Film ist die sechste Zusammenarbeit (einschließlich Handkes Film Die Abwesenheit von 1992) Wenders’ mit Peter Handke.
Benoît Debie hatte bereits mit Wenders in dessen erstem 3D-Film zusammengearbeitet. Das Kamerateam Benoît Debie/Josephine Derobe (Stereografie) arbeitete mit einer Red Epic Dragon. Die vollständige Postproduktion wurde unter Mitarbeit von Philipp Orgassa bei ARRI Media durchgeführt.

## Kritik
Die Kritik zu dem Film fiel gemischt aus: „langweiligster Film aller Zeiten“, „staubtrockener Film“ oder aber „Plein-Air-Malerei mit der Kamera“ und „komplexes filmisches Meisterwerk“.
Andreas Rosenfelder von welt.de beschreibt in seiner „Hymne auf den langweiligsten Film aller Zeiten“, wie er in dem Film, in dem so gut wie nichts passiere, „und das noch in 3D“, in einen „Zustand wohliger Lähmung“ gefallen sei.
Für die Kritikerin von Critic.de ist der blühende Sommergarten „Schauplatz eines seltsam leblos inszenierten Dialogs“ und man spüre das „unangenehme Unterfangen, diesen Dialog zu einem Lehrstück über den Mann und die Frau zu erhöhen“. Alles in dem Film sei schwermütig, bemüht, betont; die Sommerleichtigkeit dahin, […] im Ganzen ein „staubtrockener“ Film.
Sascha Westphal von der NRZ nennt den Film ein „stilles Meisterwerk“ und reflektiert dann über die Magie des Kinos, der Wim Wenders in seiner radikalen, spielerischen Verfilmung der „Schönen Tage in Aranjuez“ huldige. Die Monologe und Dialoge der beiden Protagonisten empfindet er als Teil eines „komplexen Film-Poems“, das seine lyrische Kraft aus seinen Bildern ziehe.
Bettina Schulte von der Badischen Zeitung geht in ihrer insgesamt positiven Kritik auch auf die Klang- und Bildgestaltung des Films ein. Der Sound des Films sei mindestens so prägend wie die von Wenders so geschätzte 3D-Technik, die „ruhelose Kamera“, die die beiden in der Loggia umrunde, ihnen zuschaue: Das sei wie Plein-air-Malerei mit der Kamera.